# 奈良県道133号戸毛久米線
奈良県道133号戸毛久米線（ならけんどう133ごう とうげくめせん）は、奈良県御所市から橿原市に至る一般県道である。

## 概要
御所市大字戸毛から橿原市久米町に至る。

### 路線データ
- 起点：御所市大字戸毛（奈良県道120号五條高取線交点）
- 終点：橿原市久米町（神宮飛鳥口交差点、国道169号交点、奈良県道124号橿原神宮東口停車場飛鳥線バイパス起点）

## 路線状況

### 重複区間
- 奈良県道118号御所高取線（御所市大字柏原 - 高市郡高取町大字車木）
- 奈良県道35号橿原高取線（高市郡高取町大字車木 - 橿原市一町・一町東交差点）

### 道路施設

#### 橋梁
- 郡界橋（曽我川、御所市 - 高市郡高取町、奈良県道118号御所高取線重複区間内）
- 益田大橋（高取川、橿原市）

## 地理

### 通過する自治体
- 奈良県
  - 御所市 - 高市郡高取町 - 橿原市

### 交差する道路
| 交差する道路                                                             | 市町村名 | 市町村名 | 交差する場所       | 交差する場所            |
| ------------------------------------------------------------------------ | -------- | -------- | ------------------ | ----------------------- |
| 奈良県道120号五條高取線                                                  | 御所市   | 御所市   | 大字戸毛           | 起点                    |
| 奈良県道133号戸毛久米線 / 旧道                                           | 御所市   | 御所市   | 大字戸毛           |                         |
| 奈良県道211号兵庫柏原線                                                  | 御所市   | 御所市   | 大字柏原           |                         |
| 奈良県道133号戸毛久米線 / 旧道                                           | 御所市   | 御所市   | 大字柏原           |                         |
| 奈良県道118号御所高取線 重複区間起点                                     | 御所市   | 御所市   | 大字柏原           |                         |
| 奈良県道35号橿原高取線 重複区間起点 奈良県道118号御所高取線 重複区間終点 | 高市郡   | 高取町   | 大字車木           | 郡界橋西詰              |
| 奈良県道35号橿原高取線 / 旧道                                            | 橿原市   | 橿原市   | 一町（かずちょう） |                         |
| 奈良県道35号橿原高取線 重複区間終点                                      | 橿原市   | 橿原市   | 一町               | 一町東交差点            |
| 奈良県道207号見瀬五井線 / バイパス                                       | 橿原市   | 橿原市   | 久米町             | 久米河原東交差点        |
| 奈良県道207号見瀬五井線 奈良県道240号橿原神宮西口停車場線                | 橿原市   | 橿原市   | 久米町             | 久米交差点              |
| 奈良県道125号橿原神宮公苑線                                              | 橿原市   | 橿原市   | 久米町             |                         |
| 奈良県道125号橿原神宮公苑線                                              | 橿原市   | 橿原市   | 久米町             |                         |
| 国道169号 奈良県道124号橿原神宮東口停車場飛鳥線 / バイパス               | 橿原市   | 橿原市   | 久米町             | 神宮飛鳥口交差点 / 終点 |

### 交差する鉄道
- 近鉄南大阪線
- 近鉄橿原線

旧道
- 和歌山線

### 沿線
- 御所浄水場
- JR西日本和歌山線 掖上駅
- 橿原市立新沢小学校
- 新沢千塚古墳群
- 奈良県立橿原高等学校
- 近鉄橿原線・近鉄南大阪線・近鉄吉野線 橿原神宮前駅
- 橿原神宮
- 奈良県立橿原公苑